# نينا كامبل
نينا كامبل (بالإنجليزية: Nina Campbell)‏ هي مصممة ديكور ‏ بريطانية، ولدت في 9 مايو 1945.